# Francuski Żleb

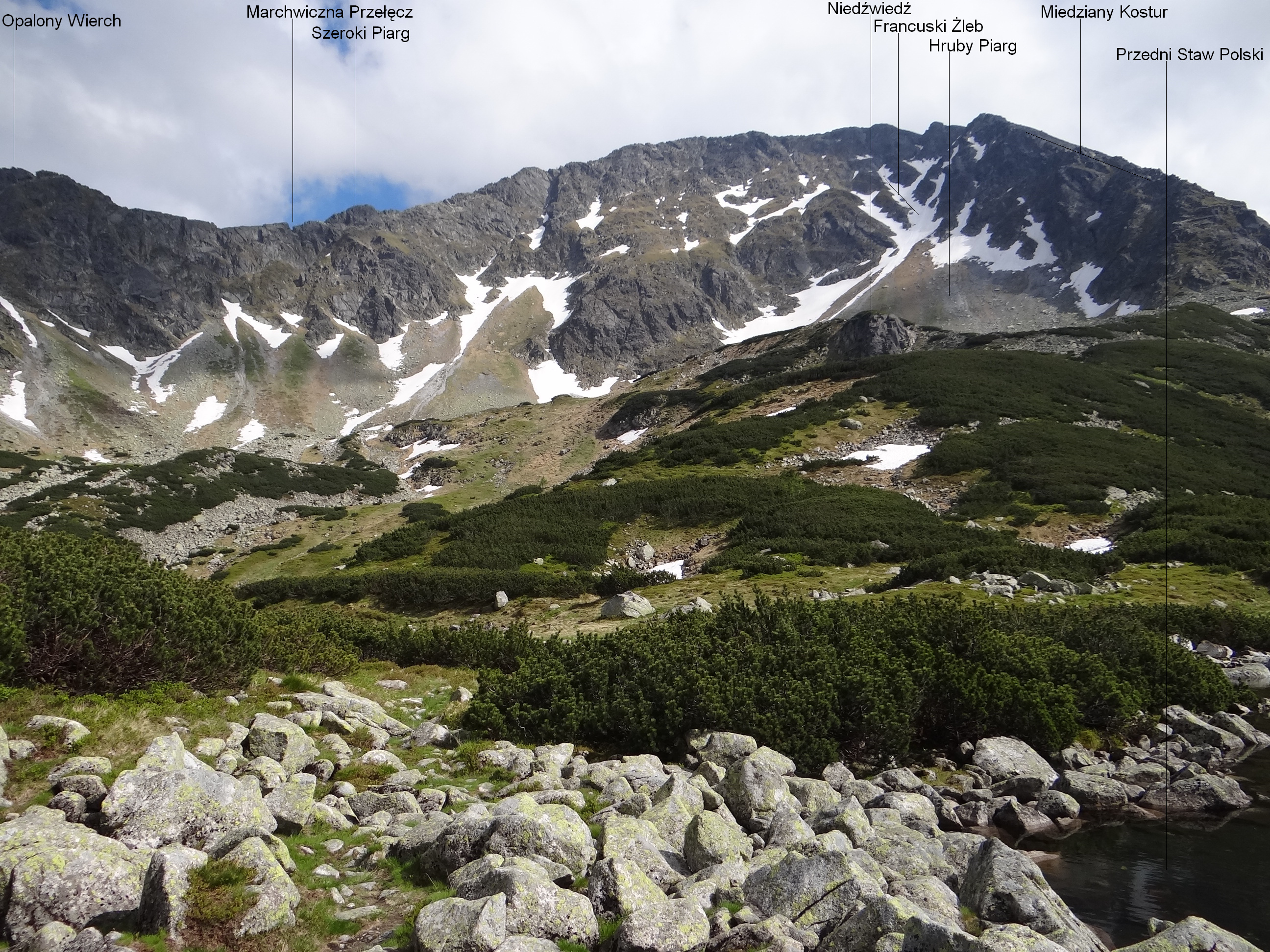
Widok z Doliny Pięciu Stawów Polskich

Francuski Żleb – żleb w opadających do Doliny Pięciu Stawów Polskich stokach Miedzianego w Tatrach Wysokich. Górny koniec ma na płytkim siodełku po północno-wschodniej stronie zwornika Miedzianego Kostura i opada niemal dokładnie w kierunku północnym. U jego wylotu znajduje się Hruby Piarg – największy w całej Dolinie Pięciu Stawów stożek piargowy.
Dawniej przejście Francuskim Żlebem (wówczas jeszcze nie miał on nazwy) znane było pasterzom i turystom. Obecnie cały rejon Miedzianego to obszar ochrony ścisłej. We Francuskim Żlebie od dawna bywają wyłącznie narciarze i to oni są autorem jego nazwy. Pierwsze przejście zimowe: Stanisław Motyka i Wiesław Stanisławski 20 kwietnia 1933.